# Fageca
Fageca (wym. walenc. [faˈdʒeka]) – gmina w Hiszpanii, w prowincji Alicante, we wspólnocie autonomicznej Walencja, o powierzchni 10,17 km². W 2011 roku liczyła 104 mieszkańców.
Do roku 2021 gmina nosiła hiszpańską nazwę Facheca, jednak na mocy dekretu Rady Generalitat Valenciana z 19 lutego 2021 roku jako wyłączną przyjęto nazwę walencką (katalońską) – Fageca.